# 강화 보문사 향나무
강화 보문사 향나무(江華 普門寺 香나무)는 인천광역시 강화군 보문사 석실(石室) 앞 큰 바위틈에서 자라고 있는 향나무이다. 1995년 3월 2일 인천광역시의 기념물 제17호로 지정되었다.

## 개요
향나무는 우리나라 중부 이남을 비롯해 울릉도와 일본 등에 분포하고 있으며, 상나무·노송나무로도 불린다. 이 나무는 강한 향기를 지니고 있어 제사 때 향을 피우는 용도로 쓰이며 정원수·공원수로도 많이 심는다.
보문사의 향나무는 보문사 석실(石室) 앞 큰 바위틈에서 자라고 있다. 나무의 나이는 700년 정도로 추정되며, 높이는 20m, 둘레는 3.2m 정도이다. 높이 1.7m에서 두 줄기로 갈라지는데 동쪽 줄기의 둘레는 1.3m, 서쪽 줄기의 둘레는 1.5m이다. 나무의 형태는 마치 용이 용트림을 하고 있는 듯이 보여 기묘한 느낌을 주고 있다.
전하는 말에 의하면, 한국전쟁 중에는 죽은 것 같이 보였으나 3년 후에 다시 살아났다고 한다.
보문사 향나무는 보문사 입구에 있는 은행나무와 앞마당에 있는 느티나무와 더불어 아름다운 경관을 이루고 있으며, 오래된 나무로서 생물학적 보존가치가 인정되어 기념물로 지정되었다.

## 같이 보기
- 보문사

## 참고 문헌
- 보문사 향나무 - 국가유산청 국가유산포털